# Paracalanus campaneri
Paracalanus campaneri is een eenoogkreeftjessoort uit de familie van de Paracalanidae. De wetenschappelijke naam van de soort is voor het eerst geldig gepubliceerd in 1982 door Björnberg T.K.S..